# Jacob Tullin Thams
Jacob Tullin Thams (Oslo, 7 april 1898 - aldaar, 27 juli 1954) was een Noors schansspringer en zeiler. Thams behaalde als schansspringer de olympische gouden medaille op de grote schans tijdens de Olympische Winterspelen 1924. Twee jaar later werd Thams wereldkampioen op de grote schans in Lahti. Thams viel tijdens de landing van een van zijn sprongen tijdens de Olympische Winterspelen 1928 en kwam om die reden niet verder dan de 28ste plaats. Thams won tijdens de Olympische Zomerspelen 1936 de zilveren medaille bij het zeilen in de 8meter klasse. Thams is een van de zes atleten die zowel in een wintersport als in een zomersport een olympische medaille heeft gewonnen, de andere vijf atleten zijn Eddie Eagan, Christa Rothenburger, Clara Hughes, Lauryn Williams en Eddy Alvarez.

## Resultaten
- Olympische Winterspelen 1924 in Chamonix  op de grote schans
- Wereldkampioenschappen 1926 in Lahti   op de grote schans
- Olympische Winterspelen 1928 in Sankt Moritz 28e op de grote schans
- Olympische Zomerspelen 1936 in Berlijn  in de 8meter klasse

1924: Jacob Tullin Thams ·
1928: Alf Andersen ·
1932: Birger Ruud ·
1936: Birger Ruud ·
1948: Petter Hugsted ·
1952: Arnfinn Bergmann ·
1956: Antti Hyvärinen ·
1960: Helmut Recknagel ·
1964: Toralf Engan ·
1968: Vladimir Belooesov ·
1972: Wojciech Fortuna ·
1976: Karl Schnabl ·
1980: Jouko Törmänen ·
1984: Matti Nykänen ·
1988: Matti Nykänen ·
1992: Toni Nieminen ·
1994: Jens Weißflog ·
1998: Kazuyoshi Funaki ·
2002: Simon Ammann ·
2006: Thomas Morgenstern ·
2010: Simon Ammann ·
2014: Kamil Stoch ·
2018: Kamil Stoch ·
2022: Marius Lindvik